# Gomphocarpus
Gomphocarpus là chi thực vật có hoa trong họ Apocynaceae.

## Danh sách loài
- Gomphocarpus abyssinicus Decne.
- Gomphocarpus acerateoides
- Gomphocarpus adscendens
- Gomphocarpus affinis
- Gomphocarpus alatus
- Gomphocarpus albens
- Gomphocarpus amabilis
- Gomphocarpus amoenus
- Gomphocarpus angustifolius
- Gomphocarpus appendiculatus
- Gomphocarpus arachnoideus
- Gomphocarpus arborescens
- Gomphocarpus arenarius
- Gomphocarpus asclepiaceus
- Gomphocarpus asper
- Gomphocarpus asperifolius
- Gomphocarpus aureus
- Gomphocarpus auriculatus
- Gomphocarpus bisacculatus
- Gomphocarpus brasiliensis
- Gomphocarpus brevicuspis
- Gomphocarpus brevipes
- Gomphocarpus buchwaldii
- Gomphocarpus campanulatus
- Gomphocarpus cancellatus (Burm. f.) Bruyns
- Gomphocarpus carinatus
- Gomphocarpus chironioides
- Gomphocarpus chlorojodina
- Gomphocarpus concinnus
- Gomphocarpus concolor
- Gomphocarpus cordifolius
- Gomphocarpus corniculatus
- Gomphocarpus cornutus
- Gomphocarpus coronarius
- Gomphocarpus crinitus
- Gomphocarpus crispus
- Gomphocarpus cristatus
- Gomphocarpus cucullatus
- Gomphocarpus cultriformis
- Gomphocarpus dealbatus
- Gomphocarpus dependens
- Gomphocarpus depressus
- Gomphocarpus diploglossus
- Gomphocarpus drepanostephanus
- Gomphocarpus eminens
- Gomphocarpus eustegioides
- Gomphocarpus expansus
- Gomphocarpus fallax
- Gomphocarpus filiformis (E.Mey.) Dietr.
- Gomphocarpus flexuosus
- Gomphocarpus foliosus
- Gomphocarpus fragrans
- Gomphocarpus fruticosus (L.) W.T.Aiton
  - Gomphocarpus fruticosus subsp. decipiens
  - Gomphocarpus fruticosus subsp. flavidus
  - Gomphocarpus fruticosus subsp. rostratus
  - Gomphocarpus fruticosus subsp. setosus
- Gomphocarpus galpinii
- Gomphocarpus geminatus
- Gomphocarpus geminiflorus
- Gomphocarpus gerrardi
- Gomphocarpus gibbus
- Gomphocarpus glaberrimus
- Gomphocarpus glaucophyllus Schltr.
- Gomphocarpus gracilis
- Gomphocarpus grandiflorus
- Gomphocarpus grantii
- Gomphocarpus harveyanus
- Gomphocarpus hastatus
- Gomphocarpus humilis
- Gomphocarpus hypoleucus
- Gomphocarpus insignis
- Gomphocarpus integer (N.E.Br.) Bullock
- Gomphocarpus interruptus
- Gomphocarpus involucratus
- Gomphocarpus itongwe
- Gomphocarpus kaessneri (N.E.Br.) Goyder & Nicholas
- Gomphocarpus kamerunensis
- Gomphocarpus laevigatus
- Gomphocarpus lanatus
- Gomphocarpus linearis
- Gomphocarpus lineolatus
- Gomphocarpus lisianthoides
- Gomphocarpus longifolius
- Gomphocarpus longipes
- Gomphocarpus longissimus
- Gomphocarpus macer
- Gomphocarpus macroglossus
- Gomphocarpus macropus
- Gomphocarpus marginatus
- Gomphocarpus meliodorus
- Gomphocarpus meyerianus
- Gomphocarpus mkenii
- Gomphocarpus multicaulis
- Gomphocarpus multiflorus
- Gomphocarpus munonquensis (S.Moore) Goyder & Nicholas
- Gomphocarpus navicularis
- Gomphocarpus niveus
- Gomphocarpus ochroleucus
- Gomphocarpus orbicularis
- Gomphocarpus ovatus
- Gomphocarpus oxytropis
- Gomphocarpus pachyglossus
- Gomphocarpus pachystephanus
- Gomphocarpus padifolius
- Gomphocarpus palmeri
- Gomphocarpus palustris
- Gomphocarpus parviflorus
- Gomphocarpus pauciflorus
- Gomphocarpus pedunculatus
- Gomphocarpus peltigerus
- Gomphocarpus phillipsiae (N.E.Br.) Goyder
- Gomphocarpus physocarpus E.Mey. (Syn.: Asclepias physocarpa (E.Mey.) Schltr.)
- Gomphocarpus praticolus (S.Moore) Goyder & Nicholas (syn. Gomphocarpus praticola)
- Gomphocarpus pulchellus
- Gomphocarpus purpurascens A.Rich.
- Gomphocarpus rectinervis
- Gomphocarpus reflectens
- Gomphocarpus revolutus
- Gomphocarpus rhinophyllus
- Gomphocarpus rigidus
- Gomphocarpus rivularis Schltr.
- Gomphocarpus robustus
- Gomphocarpus roseus
- Gomphocarpus rostratus
- Gomphocarpus rubioides
- Gomphocarpus scaber
- Gomphocarpus schimperi
- Gomphocarpus schinzianus
- Gomphocarpus schizoglossoides
- Gomphocarpus schlechteri
- Gomphocarpus semiamplectens K.Schum.
- Gomphocarpus semilunatus A.Rich.
- Gomphocarpus sessilis
- Gomphocarpus setosus
- Gomphocarpus simplex
- Gomphocarpus sinaicus Boiss.
- Gomphocarpus solstitialis
- Gomphocarpus spathulatus
- Gomphocarpus sphacelatus
- Gomphocarpus stenoglossus
- Gomphocarpus stenophyllus Oliv.
- Gomphocarpus stockenstromensis
- Gomphocarpus stolzianus
- Gomphocarpus suaveolens
- Gomphocarpus swynnertonii (S.Moore) Goyder & Nicholas
- Gomphocarpus tanganyikensis
- Gomphocarpus tenuifolius (N.E.Br.) Bullock
- Gomphocarpus tenuis
- Gomphocarpus tomentosus Burch.
  - Gomphocarpus tomentosus subsp. frederici
  - Gomphocarpus tomentosus var. xanti
- Gomphocarpus torreyi
  - Gomphocarpus torreyi var. xanti
- Gomphocarpus trachyphyllus
- Gomphocarpus transvaalensis
- Gomphocarpus trifurcatus
- Gomphocarpus truncatus
- Gomphocarpus undulatus
- Gomphocarpus validus
- Gomphocarpus velutinus
- Gomphocarpus verticillatus
- Gomphocarpus virgatus
- Gomphocarpus viridiflorus
- Gomphocarpus viridis
- Gomphocarpus volubilis
- Gomphocarpus woodii

## Hình ảnh

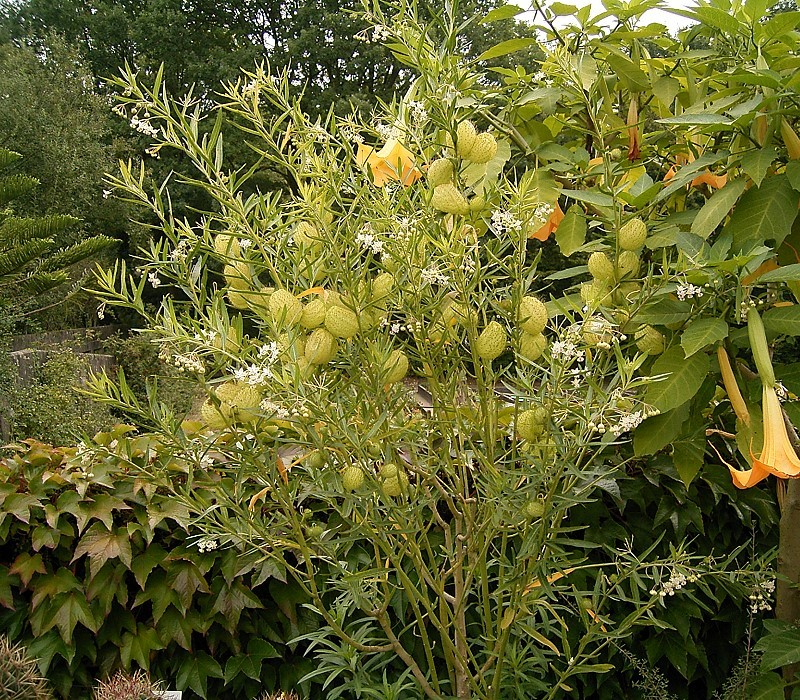
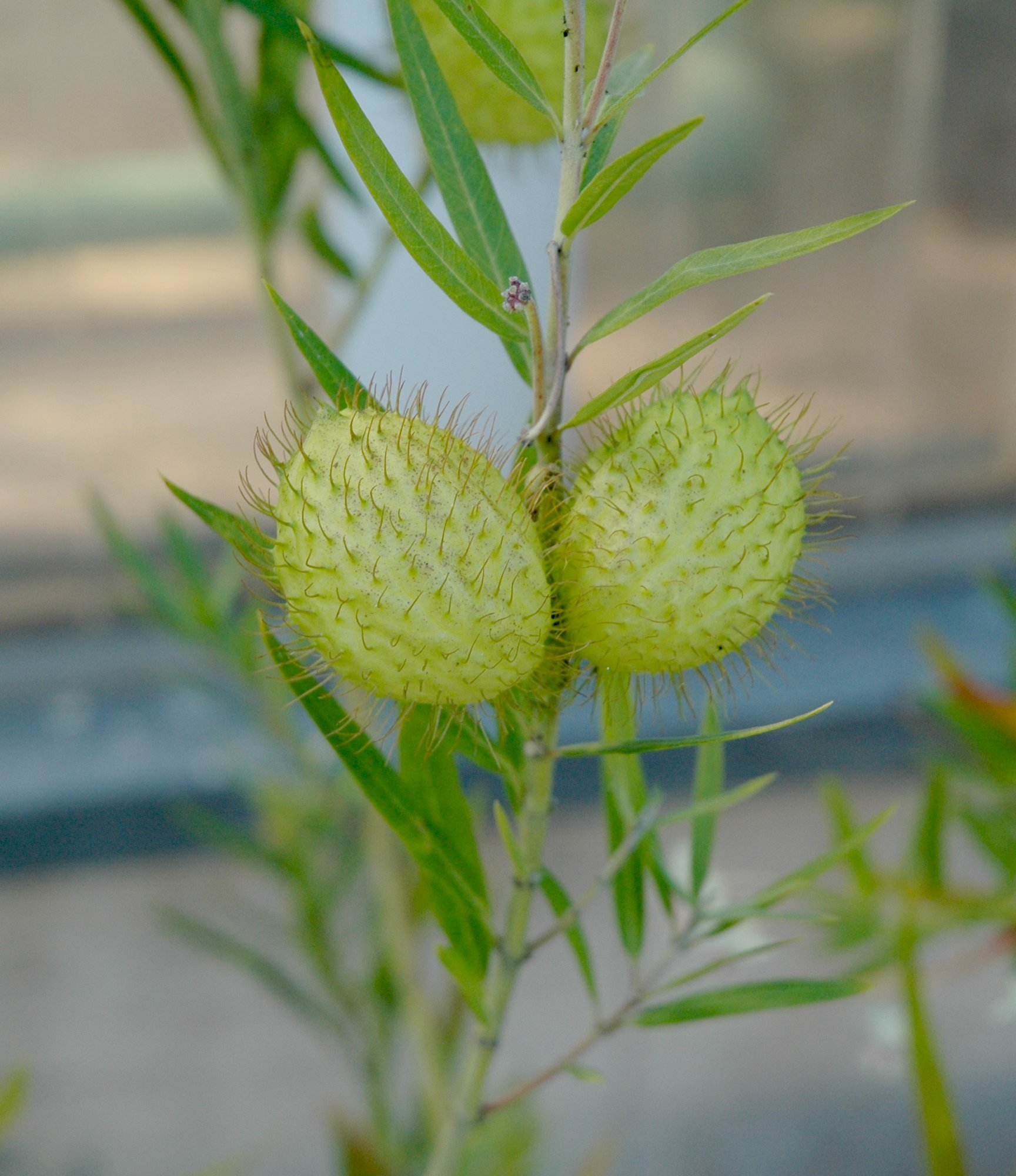
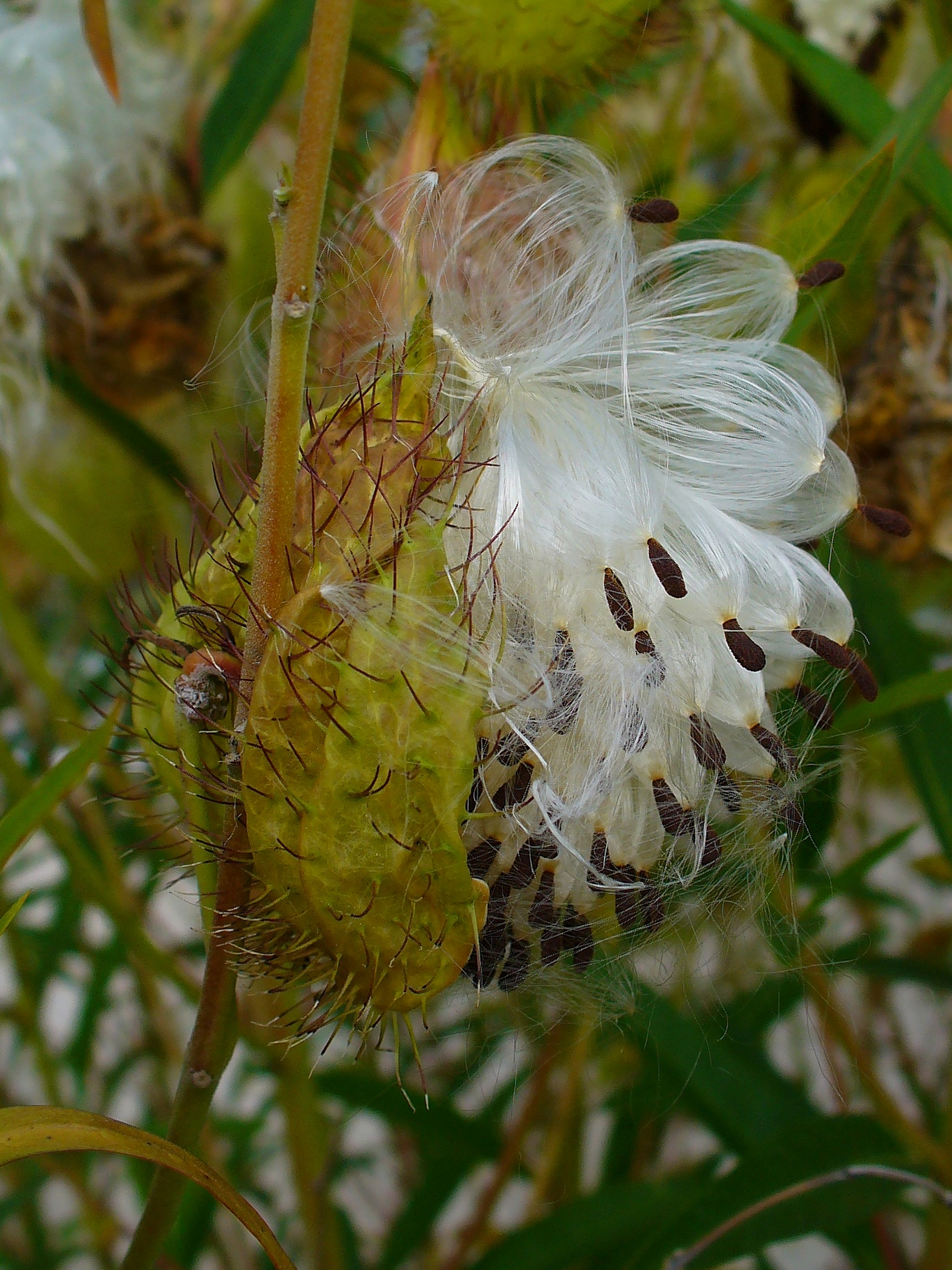
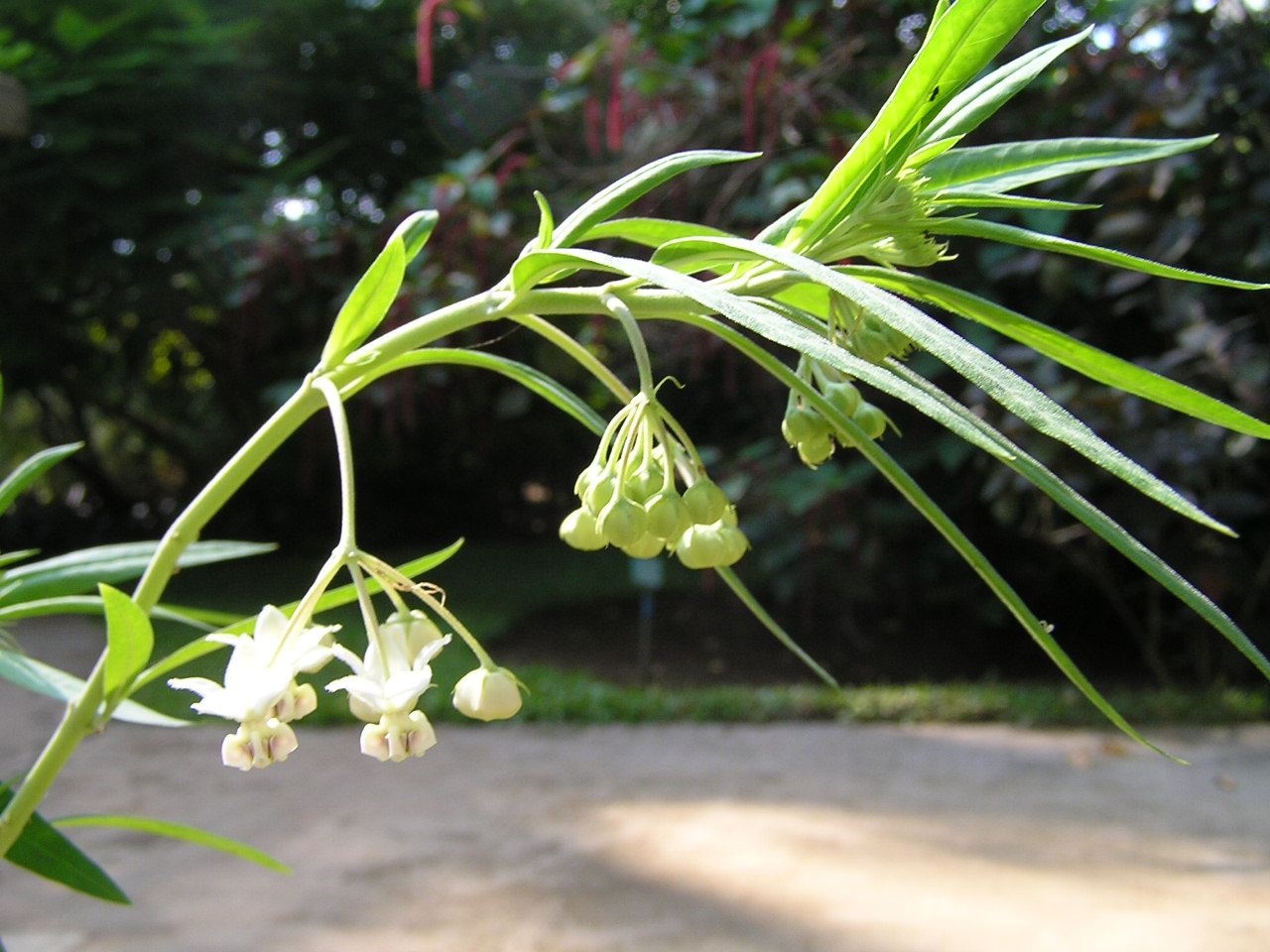